# Holoplatys canberra
Holoplatys canberra är en spindelart som beskrevs av Zabka 1991. Holoplatys canberra ingår i släktet Holoplatys och familjen hoppspindlar. Inga underarter finns listade i Catalogue of Life.